# Arktisk hättemossa
Arktisk hättemossa (Orthotrichum pellucidum) är en bladmossart som beskrevs av Lindberg 1867. Arktisk hättemossa ingår i släktet hättemossor, och familjen Orthotrichaceae. Enligt den finländska rödlistan är arten akut hotad i Finland. Enligt den svenska rödlistan är arten sårbar i Sverige. Arten förekommer i Övre Norrland. Artens livsmiljö är kalkstensklippor och kalkbrott. Inga underarter finns listade i Catalogue of Life.